# Старков Анатолій Анатолійович
Анатолій Анатолійович Старков (нар. 15 березня 1973) — український, російський та білоруський футболіст, півзахисник, тренер.

## Життєпис
Вихованець київського футболу. Дорослу кар'єру розпочинав в українських клубах, які представляли нижчі професіональні дивізіони та аматорську першість — «Нива» (Миронівка), ЦСК ЗСУ (Київ), «Оболонь-Зміна» (Київ), «Схід» (Славутич).
У 1990-их роках протягом півтора року виступав у третій лізі Росії за «Волгу» (Ульяновськ) і «Торпедо» (Володимир).
1997 року перейшов до білоруського клубу «Шахтар» (Солігорськ), за який зіграв 9 матчів у вищій лізі Білорусі.
У тому ж сезоні залишив «Шахтар» і перейшов до іншого білоруського клубу — «Граніт» (Мікашевичі), грав за нього понад десять років і провів близько 250 матчів у першій та другій лігах Білорусі. Переможець зонального турніру другої ліги (1998), срібний призер першої ліги (2007). Ставав найкращим бомбардиром свого клубу у 1998 році (17 голів) та 2001 році (9 голів).
Після закінчення кар'єри гравця з 2008 по 2009 рік входив до тренерського штабу «Граніта», а потім почав працювати в Мікашевичах дитячим тренером.